# C9H12ClN
化学式C9H12ClN的化合物（摩尔质量：169.65 g/mol）可以指：
- 2-氯苯丙胺，CAS号：21193-23-7
- 3-氯苯丙胺，CAS号：32560-59-1
- 4-氯苯丙胺，CAS号：64-12-0